# Черната книга на комунизма
„Черната книга на комунизма“ (на френски: Le Livre noir du communisme) е книга, описваща политически репресии, извършвани от режими, определящи се като „марксистко-ленинистки“ в различни държави по света. Публикувана е през 1997, по повод 80-ата годишнина от Октомврийската революция. Според данните в нея, комунизмът е отговорен за много повече престъпления и масови убийства, отколкото която и да е друга идеология, включително националсоциализма. Като отговор на тази книга излиза книгата „Черната книга на капитализма“ (на френски: Le Livre noir du capitalisme).